# 추리문학관
추리문학관은 부산시 해운대구 중2동에 있는 추리 문학 장르 전문의 사설 도서관이다.
1992년 3월 22일에 개관하였다.
1992년 7월 4일 부산시에 전문 도서관으로 등록.
대한민국 내 전문 도서관 1호로 등록되었다.
추리소설가 김성종의 사재로 건립된 곳으로, 지상 5층, 지하 1층 건물에 총 315석의 좌석을 갖고 있다.
국내의 추리소설 17,000권을 비롯하여 47,600권의 장서를 소장하고 있으며, 도서 대출 외에 각종 문화 행사와 추리 문학 강좌를 진행하고 있다.

## 운영 안내
- 휴관일
  - 휴관일 - 매년 1월 1일, 추석, 설날
- 운영 시간
  - 1층 - 9시 ~ 19시
  - 2, 3층 - 9시 ~ 오후 18시